# Elanders
Elanders er en svensk multinational grafisk koncern. Den blev etableret 21. april 1908 af Otto Elander, Nils Hellner og Emil Ekström. De er mest kendt for produktion af telefonbøger. Siden 1997 har virksomheden været kontrolleret af Carl Bennet AB. Der er 7.000 ansatte i 20 lande.